# Unión Agropecuarios Lázaro Cárdenas del Norte
Unión Agropecuarios Lázaro Cárdenas del Norte är en ort i Mexiko.   Den ligger i kommunen General Escobedo och delstaten Nuevo León, i den centrala delen av landet, 700 km norr om huvudstaden Mexico City. Unión Agropecuarios Lázaro Cárdenas del Norte ligger 541 meter över havet och antalet invånare är 1 014.
Terrängen runt Unión Agropecuarios Lázaro Cárdenas del Norte är varierad. Runt Unión Agropecuarios Lázaro Cárdenas del Norte är det mycket tätbefolkat, med 2 521 invånare per kvadratkilometer. Närmaste större samhälle är Monterrey, 18,6 km söder om Unión Agropecuarios Lázaro Cárdenas del Norte. Runt Unión Agropecuarios Lázaro Cárdenas del Norte är det i huvudsak tätbebyggt.